# Амрашка култура
Амрашка култура (Накада I) је староегипатска култура која је трајала од 4000/3900 до 3600. п. н. е. а распростирала се између Асијута на северу и 1. Катаракта на југу. Главни локалитети су Мостагада, Махасана, Абидос, Ел-Амра и Накада.
Култура је углавном проучена на основу материјала са некропола.
Култура почиње да се развија око 4000/3900 година п. н. е, а траје до око 3600. година п. н. е. У периоду 4000—3800 поклапа се са Бадаријеном, а при крају културе са Герзешком културом.

## Насеља
Насеља су слабо истражена, а могући облик станишта је колиба, без крова, са два вертикална зида који немају отвор, које су вероватно служиле за заштиту од ветра. Постоје и станишта кружног облика са зидовима од блата мешаног са ситним кречњаком и трском. Под је био од набоја и незнатно удубљен, а кров у облику куполе од трошног материјала.

## Некрополе
Сахрањивање је вршено ван насеља. Гробови су у облику плитких округлих јама са згрченим покојницима, оријентисаним главом према југу. Тело је увијано у асуре или коже. Могуће је постојање ковчега од дрвета.
Откривене су и групне гробнице са раскомаданим покојницима. Питри сматра да је реч о остацима канибалистичких гозби или о секундарном сахрањивању. Његова теорија је да Горњи Египат у раном Амратијену насељавају Либијци и да ова колонизација престаје у другој фази ове културе.

## Керамика
Керамику Накаде је Питри поделио у 9 група, а свака се означава првим словом назива групе.
У Амрашкој култури (НАКАДИ I) постоји:
- Б КЛАСА – Црвена углачана керамика са црним ободом (енгл. Black topped polished red), који је настао карбонизацијом
- П КЛАСА – Црвена углачана керамика(енгл. Polished  red) која се израђује од пречишћене глине, после чега је нанет црвени слип четкицом или умакањем. Површина се глача облутком и на крају пече. Главни облици су зделе, јајолике посуде, здепасте посуде, издужене посуде, раменасте посуде.
- Р КЛАСА – Посуде за свакодневну употребу(енгл. Rough brown), које су веома распрострањене, грубе и праве се од непречишћене земље. Углавном су браон-мрке боје. Једини украс им је урезивање при ободу. Најчешћи облици су здела, ваза и боца.
- Н КЛАСА - Црна урезана керамика(енгл. Black Incised pottery), која је ознаку Н добила по пореклу, јер се налази у Нубији. Ретке су, црне боје са унутрашњом геометријском декорацијом, инкрустиране белом бојом. Посуде нису веома високе, широких реципијената.
- Ф КЛАСА - (енгл. Fancy forms of pottery)У ову класу спадају посуде необичних облика, који могу да спадају и у класе Ц, Б и П. Од облика се јављају двојне зделе, посуде на нози, асиметричне посуде, посуде са пластичним орнаментом црвене круне Доњег Египта, антропоморфне посуде, териоморфне посуде.
- Ц КЛАСА - керамика са сликаним белим линијама(енгл. White cross lined pottery) која је карактеристична само за Накаду I. Сликање је извођено густим белим линијама на црвеној основи, која је добро углачана. Мотиви су геометријски, флорални, а јављају се и комплексне сцене. Представа људских фигура је ртка, најпознатија таква посуда је Лондонска Ваза, са приказом две фигуре које се или играју или боре.